# Cranopsis asturiana
Cranopsis asturiana är en snäckart som först beskrevs av P. Fischer 1882.  Cranopsis asturiana ingår i släktet Cranopsis och familjen nyckelhålssnäckor. Inga underarter finns listade i Catalogue of Life.